# Ahrensburg (Schiff)
Die Ahrensburg war ein deutsches Kühlschiff, das im Dezember 1939 von der Kriegsmarine requiriert und als Beischiff für die U-Bootausbildung in Wesermünde, nach der deutschen Invasion Norwegens als Transporter nach Südnorwegen, danach als Bei- und Zielschiff bei U-Bootausbildung in der Ostsee und schließlich als Versorger von der deutschen Armee Norwegen genutzt wurde. Nach dem Krieg fuhr sie noch bis 1968 unter zunächst norwegischer, dann taiwanesischer und zuletzt panamesischer Flagge.

## Bau und technische Daten
Das Schiff lief am 23. März 1939 bei Burmeister & Wain in Kopenhagen mit der Baunummer 647 und dem Namen Prinsdal für die A/S Rendal (Moltzau & Christensen) in Oslo vom Stapel, wurde aber bereits im April von der Hamburger Reederei Harald Schuldt & Co. gekauft und als Ahrensburg fertiggestellt. Die Auslieferung erfolgte am 6. Juni 1939.
Die Ahrensburg war 102,8 m lang und 13,9 m breit und hatte 4,9 m Tiefgang. Sie war mit 2988 BRT und 1714 NRT vermessen und hatte 2604 tdw Tragfähigkeit. Das Schiff hatte vier Laderäume mit zusammen knapp 5000 m³ Fassungsvermögen sowie zwei Masten vorn und achtern mit insgesamt acht Ladebäumen. Zwei Kompressionskälteanlagen von Sabroe mit einer Kapazität von 140.000 kcal pro Stunde kühlten die Laderäume auf eine ständige Temperatur von 0 °C. Das Kältemittel war Ammoniak (NH³).
Ein 10-Zylinder-Zweitakt-Dieselmotor von Burmeister & Wain (Typ 10-50VF-90) mit 4.200 PSe ergab eine Geschwindigkeit von 15,5 Knoten. Die Besatzung zählte 34 Mann.

## Geschichte
Die Ahrensburg (Rufzeichen DKAO) wurde am 10. Juli 1939 an die 1937 gegründete Tochtergesellschaft „Fruchtreederei Harald Schuldt & Co.“ transferiert. Mit Heimathafen Hamburg diente sie als Fruchttransporter von Südamerika nach Deutschland. Ihre letzte Fahrt vor Beginn des Zweiten Weltkriegs begann am 13. August 1939 in Santos (Brasilien) und ging über Las Palmas auf den Kanarischen Inseln nach Hamburg, wo sie am 31. August eintraf.
Am 25. September wurde sie von der Kriegsmarinedienststelle Hamburg erfasst und nach entsprechenden Umbauten im Dezember der U-Boot-Ausbildungsflottille in Wesermünde als Beischiff und Zielschiff zugewiesen. Am 12. April 1940 wurde sie im Zuge der deutschen Invasion Norwegens als sogenannter Schnelltransporter für Mannschafts- und Materialtransporte nach Südnorwegen herangezogen. Bereits am 13. April lief sie im von Torpedobooten gesicherten Geleit mit der Togo und der Angelburg mit 2000 Heeressoldaten von Frederikshavn nach Oslo, das am nächsten Tag erreicht wurde. Ihre zweite Nachschubfahrt ging am 20. April im Konvoi mit der Togo und der Pionier und gesichert durch fünf Torpedoboote, zwei Flottenbegleiter und neun Minenräumboote von Frederikshavn nach Larvik und Oslo. Im Skagerrak wurde der Geleitzug vom britischen U-Boot Triad erfolglos mit Torpedos angegriffen, und die Togo und die Ahrensburg gelangten sicher nach Larvik, die Pionier nach Oslo. Am 21. April brachten die Ahrensburg und die Angelburg erneut 2500 Truppen nach Larvik; ein Torpedoangriff des U-Boots Tetrarch auf den Geleitzug bei dessen Rückreise nach Fredrikshavn am 23. April war erfolglos. Bis zum 9. Mai 1940 pendelte die Ahrensburg weiterhin zwischen Frederikshavn und Larvik.
Danach wurde sie nach Gotenhafen als Ziel- und Beischiff zur 27. U-Flottille abgeordnet. Am 1. Oktober 1941 wechselte sie in gleicher Funktion zur 25. U-Flottille in Danzig, am 1. Oktober 1942 zur 24. U-Flottille in Memel und am 1. Oktober 1943 zur 23. U-Flottille in Danzig. Am 1. Februar 1944 wurde sie von der Kriegsmarinedienststelle Danzig erfasst, dann an die Kriegsmarinedienststelle Stettin übergeben und am 21. Mai, nach entsprechendem Rückbau, als Kühlschiff dem Armeeoberkommando Norwegen überstellt. Am 15. Januar 1945 lief sie vor Kristiansand auf Grund, wurde schwer beschädigt und musste zur Reparatur in den Hafen eingeschleppt werden. Dort lag das noch immer nicht einsatzbereite Schiff bei Kriegsende, als es am 9. Mai 1945 britische Kriegsbeute wurde.
Am 20. September 1945 wurde es, noch immer in Kristiansand liegend, von der norwegischen Regierung als Reparationszahlung beschlagnahmt und am 25. September in Marvik an das staatliche Schifffahrtsdirektorium übergeben. Dieses wies es, umbenannt in Asnes und in Oslo registriert, der Reederei Kornelius Olsen in Stavanger zur Bereederung zu. Am 13. Januar 1946 wechselte die Bereederung an die A/S Thor Dahl in Sandefjord, die das dringend reparaturbedürftige Schiff am 25. Januar in Oskarshamn (Schweden) in die Werft schickte. Nach Beendigung der Arbeiten wurde das Schiff in Thornes (Rufzeichen LLLQ) umbenannt und in Fahrt gebracht. Am 27. März 1947 wurde es an die Regierung zurückgegeben und am 13. April an die A/S Titchfield (Manager Alf Torgersen) aus Oslo verkauft und in Mona Lisa umbenannt.
1956 erfolgte ein Weiterverkauf an die italienische Reederei Soc. Siciliana Servici Marittimi in Palermo, die das Schiff in Somalia umbenannte. 1965 wurde das Schiff an die Great Pacific Navigation Co. in Keelung (Taiwan) verkauft und in Chengchang umbenannt. Bereits 1966 wurde es an die Chung Lien Navigation Co. in Panama veräußert, die es in Chung Thai umbenannte. Im November 1968 schließlich wurde es zum Abbruch nach Kaoshiung (Taiwan) verkauft und dort ab Februar 1969 verschrottet.